# Le Volant d’Or de Toulouse 1997
Der Volant d’Or de Toulouse 1997 im Badminton fand vom 7. bis zum 9. November 1997 in Toulouse statt. Auf der IBF-Turnierskala erreichte es die Wertung A.

## Sieger und Platzierte
| Disziplin    | Gold                               | Silber                                   | Bronze                                   |
| ------------ | ---------------------------------- | ---------------------------------------- | ---------------------------------------- |
| Herreneinzel | Thomas Wapp                        | Fernando Silva                           | Pedro Vanneste                           |
| Herreneinzel | Thomas Wapp                        | Fernando Silva                           | John Leung                               |
| Dameneinzel  | Elena Nozdran                      | Natalia Golovkina                        | Fiona Sneddon                            |
| Dameneinzel  | Elena Nozdran                      | Natalia Golovkina                        | Tatiana Vattier                          |
| Herrendoppel | Mihail Popov Svetoslav Stoyanov    | Valerij Strelcov Konstantin Tatranov     | Per-Henrik Croona Markus Leijonberg      |
| Herrendoppel | Mihail Popov Svetoslav Stoyanov    | Valerij Strelcov Konstantin Tatranov     | Morten Bundgaard Rémy Matthey de l’Etang |
| Damendoppel  | Elena Nozdran Viktoria Evtuschenko | Armelle Cassen Tatiana Vattier           | Elodie Eymard Ana Ferrer                 |
| Damendoppel  | Elena Nozdran Viktoria Evtuschenko | Armelle Cassen Tatiana Vattier           | Kathryn Graham Carol Tedman              |
| Mixed        | Valerij Strelcov Elena Nozdran     | Konstantin Tatranov Viktoria Evtuschenko | Morten Bundgaard Fabienne Baumeyer       |
| Mixed        | Valerij Strelcov Elena Nozdran     | Konstantin Tatranov Viktoria Evtuschenko | Fabien Jacob Camilla Wright              |